# Parafia św. Jana Chrzciciela w Świętej
Parafia św. Jana Chrzciciela w Świętej – parafia rzymskokatolicka w dekanacie Złotów II w diecezji bydgoskiej.
Erygowana 27 lipca 1998.
Miejscowości należące do parafii: Nowa Święta, Wąsosz i Święta.